# プリンシパル
プリンシパル（英: Principal）は、そのバレエ団のトップの階級にいるダンサーのこと。

## 概説
もともとは英語圏のバレエ団において主役級のダンサーを指す言葉だったが、その後広まって世界的に使われるようになっている。プリンシパルは通常は主役しか踊らない。バレエ団によってはファーストソリスト（英: first soliste）やエトワール（仏: étoile）、プリマバレリーナ（英: prima ballerina）ともいう。階級制度を設けない、あるいは階級の少ないバレエ団ではこの階級を設けないこともある。
世間で主役を踊る女性バレエダンサーをプリマあるいはプリマバレリーナと呼ぶことがあるが、プリンシパルやファーストソリスト、エトワールは男女ともに任命される。
世界でもっとも有力なバレエ団の一つであるパリ・オペラ座バレエでは、2011年5月の時点でバレエダンサーの総員154人のうちエトワール（他のバレエ団のプリンシパルに相当）は男女計18名である。他のバレエ団では通常はもっと少なく、日本での有力バレエ団の一つ、東京バレエ団では2011年の時点で、男性3名女性5名の計8人がプリンシパルに任命されている。小さいバレエ団の場合、女性のプリンシパル1 - 2人で男性のプリンシパルはいないところが多い。ただし、プリンシパルはバレエダンサーの最高位であるが、同時に年齢が高いことが多く、あまり出演しない名誉職的な者もいる。